# Belonuchus julietitae
Belonuchus julietitae (лат.) — вид жуков-стафилинид рода Belonuchus из подсемейства Staphylininae. Мексика (Chiapas, Hidalgo).

## Описание
Коротконадкрылые хищные жуки, длина тела 11,3 мм. Форма тела удлинённая, слегка сплюснутая. Почти все тело чёрное, за исключением красноватых надкрылий, голеней, члеников лапок и мезовентрита. Апикальный членик усиков светлее предыдущих, передняя половина мезовентрита чёрная, задняя половина красноватая, генитальный сегмент коричневый.
Антенномеры № 4–7 удлинённые, 8–10-й членики усиков равны по длине и ширине. Мандибулы в 1,43 раза длиннее головы; с двумя хорошо расставленными зубами (базальным и средним) среднего размера; наружный канал слабо развит, наружный и внутренний края хорошо разделены у основания, внутренний край у основания килевидный, тянется вверх в виде вдавленной линии, превышающей уровень среднего зубца.

## Таксономия и этимология
Вид был впервые описан в 2022 году мексиканскими энтомологами Хуаном Маркесом (Juan Márquez) и Джульетой Асиайн (Julieta Asiain; Laboratorio de Sistemática Animal, Centro de Investigaciones Biológicas, Universidad Autónoma del Estado de Hidalgo, Hidalgo, Идальго, Мексика), по типовым материалам из Мексики. Название этого вида дано в честь Julieta Márquez Asiain (дочери авторов). Вид сходен с Belonuchus pulcher .